# Eurofest 2019
Das 14. Eurofest fand am 7. März 2019 statt und war der belarussische Vorentscheid für den Eurovision Song Contest 2019 in Tel Aviv (Israel). Die Sängerin ZENA gewann die Sendung mit ihrem Lied Like It.

## Format

### Konzept
Wie schon im Vorjahr, sollen 2019 wieder zehn Teilnehmer am Eurofest teilnehmen. Allerdings kann diese Anzahl durch die Qualität der eingereichten Beiträge abweichen. 2019 wird allerdings zum ersten Mal seit 2013, als der Beitrag von Aljona Lanskaja intern ausgewählt wurde, wieder lediglich eine Jury entscheiden, welcher Beitrag die Vorentscheidung gewinnt. Das Televoting, welches 2009 beim Eurofest eingeführt wurde, wird damit wieder abgeschafft.

### Beitragswahl
Vom 22. Januar 2019 bis zum 31. Januar 2019 konnten Beiträge bei BTRC eingereicht werden. Es galten lediglich die Regeln des Eurovision Song Contests, sonstige Regeln entfielen.
Am 1. Februar 2016 gab BTRC bekannt, dass sie insgesamt 113 Lieder erhalten haben. Die eingereichten Beiträge wurden von einer Jury am 4. Februar 2019 angehört. Diese Auditions wurden live auf der Seite von BTRC übertragen. Im Anschluss setzte sich die Jury dann erneut zusammen und entschied, welche Kandidaten die Vorentscheidung erreichten.

## Finale
Der Sieger des Vorentscheides wurde durch eine Fachjury bestimmt. Sieben Juroren verteilten null bis zehn Punkte an die Interpreten. Wäre es zu einem Gleichstand gekommen, hätte eine zweite Abstimmung stattgefunden.
| Platz | Statnr. | Interpret         | Lied Musik (M) und Text (T)                                                               | Sprache      | Übersetzung (inoffiziell) | Punkte |
| ----- | ------- | ----------------- | ----------------------------------------------------------------------------------------- | ------------ | ------------------------- | ------ |
| 01.   | 02      | ZENA              | Like It M: Yulia Kireeva, Viktor Drobysh; T: Yulia Kireeva                                | Englisch     | Mag es                    | 69     |
| 02.   | 04      | BLGN & Mirex      | Champion M: Aliaksandr Yuryeu; T: Emmanuel Imagbe                                         | Englisch     | Sieger                    | 65     |
| 03.   | 05      | Sebastian Roos    | Never Getting Close M/T: Alberto Estebanez, Lars Carlsson, Björn Ledelius, Sebastian Roos | Englisch     | Niemals nahe kommen       | 62     |
| 04.   | 01      | Michael Soul      | Humanize M: Michael Soul; T: Yuliya Kolovertnykh, Andrey Katokiv, Vladislav Pashkevich    | Englisch     | Vermenschlichen           | 59     |
| 04.   | 06      | Alyona Gorbachova | Can We Dream M/T: Aleksey Shyrin                                                          | Englisch     | Können wir träumen        | 59     |
| 04.   | 10      | KeySi             | No Love Lost M: Dmitriy Fomich; T: Dmitriy Fomich, Kseniya Fomich                         | Englisch     | Kein Liebesverlust        | 59     |
| 07.   | 09      | NAPOLI            | Let It Go M/T: Lexy Weaver                                                                | Englisch     | Lass es gehen             | 58     |
| 08.   | 07      | PROvokatsiya      | Running Away From The Sun M: Kirill Good; T: Denis Yasuchenya                             | Englisch     | Vor der Sonne wegrennen   | 55     |
| 08.   | 08      | Aura              | Čaravala M/T: Evgeniy Oleynik                                                             | Belarussisch | Ich habe verzaubert       | 55     |
| 10.   | 03      | Eva Kogan         | Run M: Aleksey Shyrin; T: Natalia Tambovtseva                                             | Englisch     | Renne                     | 54     |

### Juryvoting
| Startnr. | Lied                      | Juror 1 | Juror 2 | Juror 3 | Juror 4 | Juror 5 | Juror 6 | Juror 7 | Gesamt |
| -------- | ------------------------- | ------- | ------- | ------- | ------- | ------- | ------- | ------- | ------ |
| 01       | Humanize                  | 9       | 8       | 7       | 8       | 9       | 9       | 9       | 59     |
| 02       | Like It                   | 9       | 10      | 10      | 10      | 10      | 10      | 10      | 69     |
| 03       | Run                       | 8       | 7       | 9       | 8       | 7       | 7       | 8       | 54     |
| 04       | Champion                  | 7       | 9       | 10      | 10      | 10      | 9       | 10      | 65     |
| 05       | Never Getting Close       | 10      | 10      | 9       | 10      | 8       | 7       | 8       | 62     |
| 06       | Can We Dream              | 9       | 7       | 9       | 9       | 8       | 8       | 9       | 59     |
| 07       | Running Away from the Sun | 7       | 8       | 8       | 8       | 8       | 7       | 9       | 55     |
| 08       | Čaravala                  | 8       | 8       | 8       | 7       | 8       | 8       | 8       | 55     |
| 09       | Let It Go                 | 9       | 9       | 8       | 9       | 7       | 7       | 9       | 58     |
| 10       | No Love Lost              | 9       | 9       | 8       | 9       | 7       | 8       | 9       | 59     |